# 杭瑞高速道路
杭瑞高速道路（こうずいこうそくどうろ、 中国語：杭瑞高速公路）は、中華人民共和国の高速道路。浙江省杭州市と、中緬国境に位置する雲南省瑞麗市を結ぶ。正式名称は杭州-瑞麗高速道路（中国語: 杭州—瑞丽高速公路）。路線番号はG56。全線供用後の総路線長は2935kmとなる見通しである。路線が山岳地帯を貫いて走ることから、非常に高い北盘江第一橋や普立大橋、抵母河大橋などのいくつものトンネルや橋があることで知られている。
浙江省、安徽省、及び江西省の区間においては、全線が開通している。湖北省、湖南省、貴州省、及び雲南省の区間においては、湖南省の常徳市から吉首市の区間と、貴州・雲南省境から雲南省保山市の区間を除き、全線建設中である。
ミャンマーとの国境に位置する瑞麗市では、ムセへと向かう国境検問所や、ミャンマー国家高速3号線がある。

## 路線

湖北省における杭瑞高速道路

杭州市、黄山市、景徳鎮市、九江市、咸寧市、岳陽市、常徳市、吉首市、遵義市、畢節市、六盤水市、曲靖市、昆明市、楚雄市、大理市、瑞麗市

## 支線
- 大麗高速道路: 麗江市を結ぶ。